# Степаново (Краснооктябрьское сельское поселение)
Степаново — деревня в Гусь-Хрустальном районе Владимирской области России, входит в состав Краснооктябрьского сельского поселения.

## География
Деревня расположена на берегу речки Шершул в 21 км на северо-запад от центра поселения посёлка Красный Октябрь, в 23 км на юго-восток от Гусь-Хрустального, в 4 км на юг от ж/д станции Вековка на линии Москва—Муром.

## История
В конце XIX — начале XX века деревня входила в состав Заколпской волости Меленковского уезда, с 1926 года — в составе Гусевского уезда. В 1859 году в деревне числилось 34 двора, в 1905 году — 84 двора, в 1926 году — 129 дворов.
С 1929 года деревня являлась центром Степановского сельсовета Гусь-Хрустального района, с 1935 года — в составе Окатовского сельсовета Курловского района, с 1959 года — в составе Аксёновского сельсовета, с 1963 года — в составе Гусь-Хрустального района, с 2005 года — в составе Краснооктябрьского сельского поселения.

## Население
| 1859 | 1905 | 1926 | 2002 | 2010 | 2021 |
| ---- | ---- | ---- | ---- | ---- | ---- |
| 289  | ↗462 | ↗723 | ↘12  | →12  | ↘8   |